# Warcraft: Đại chiến hai thế giới
Warcraft: Đại chiến hai thế giới (tên phát hành quốc tế là Warcraft) là bộ phim sử thi viễn tưởng của Mỹ. Đây là bộ phim của đạo diễn Duncan Jones, dựa theo kịch bản của Charles Leavitt và Chris Metzen. Phim được chuyển thể từ loạt trò chơi Warcraft, với sự tham gia của những ngôi sao như Travis Fimmel, Paula Patton, Ben Foster, Dominic Cooper, Toby Kebbell, Ben Schnetzer, Robert Kazinsky, Clancy Brown và Ngô Ngạn Tổ. Bộ phim miêu tả lại cuộc gặp gỡ đầu tiên giữa con người và loài Orc và diễn ra ở nhiều địa điểm được thiết lập trong loạt video game.
Bộ phim được công bố lần đầu tiên vào năm 2006, do hãng Legendary Pictures và nhà phát hành game, Blizzard Entertainment cùng hợp tác. Phim được Universal Pictures phát hành vào ngày 10 tháng 6 năm 2016 và nhận được nhiều lời ý kiến trái chiều từ các giới chuyên môn và khán giả, đa phần là những chỉ trích.

## Nội dung
Vương quốc Azeroth, một vùng đất thanh bình của loài người đứng trên bờ vực chiến tranh khi tộc người Orc phát hiện ra một lối đi kết nối giữa hai thế giới. Vùng đất của loài người phải đối mặt với nguy cơ bị phá hủy, trong khi đó Draenor, thế giới của Orc có thể sẽ tuyệt diệt. Để bảo vệ vùng đất của mình với sự sống còn, Anduin Lothar (Travis Fimmel), lãnh đạo của loài người, và Durotan (Toby Kebbell), lãnh đạo của loài orc, hai vị thủ lĩnh đại diện cho hai thế giới này đã đứng lên và quyết chiến. Đây sẽ là trận đấu quyết định số phận gia đình, con người và thế giới của họ. Vì lẽ này, câu chuyện khởi đầu cùng sự hi sinh và quyền lực với lời khẳng định mỗi cuộc chiến đều có nhiều mặt. Trong đó, tất cả sẽ đấu tranh vì một mục đích nào đó.